# Casa Lucius Q. C. Lamar
La casa Lucius Quintus Cincinnatus Lamar es una casa museo ubicada en 616 North 14th Street, en Oxford (Misisipi), Estados Unidos. Su misión es «interpretar la vida y la carrera del distinguido estadista del siglo XIX LQC Lamar en el contexto de su época y fomentar el ideal del estadista en el siglo XXI». La entrada es gratuita y está abierta al público. Fue designada Hito Histórico Nacional en 1975.
Es un sitio importante por su asociación con Lucius Quintus Cincinnatus Lamar II, quien vivió allí cuando era congresista y miembro del gabinete de los Estados Unidos. Lamar participó activamente en la política nacional, pero renunció al Congreso en enero de 1861. Redactó la Ordenanza de Secesión de Misisipi y sirvió en la Guerra Civil como oficial de caballería. Lamar volvió a ser congresista en 1872 y después se convirtió en secretario del Interior y juez de la Corte Suprema. Se opuso a la legislación de derechos civiles y promovió el progreso industrial.

## Historia
Fue construida por Lucius y Virginia Lamar en 1869 y fue propiedad de Lucius Lamar hasta alrededor de 1888. Si bien la casa fue la residencia oficial de la familia Lamar en Oxford, Misisipi, más tarde se convirtió en su retiro cuando estaba en la Cámara de Representantes de los Estados Unidos. Lamar pasó la propiedad de la casa a su hija mayor, Fannie L. Mayes, en 1888. Con el tiempo, se descuidó y comenzó a deteriorarse. Fue incluida en el Registro Nacional de Lugares Históricos y además fue declarada Hito Histórico Nacional en 1975.
En el año 2000, se incluyó en la lista de los diez lugares más amenazados por su demolición por negligencia. En un esfuerzo por salvar la casa, la Fundación del Patrimonio del Condado de Oxford-Lafayette compró la casa en 2004 por $425 000 con fondos proporcionados por la Legislatura de Misisipi. Ese mismo año fue nombrado tanto un hito de Misisipi como de Oxford; tres años después, comenzó la restauración. El costo total de esta renovación ascendió a $1.5 millones, que comenzó en mayo de 2007 y concluyó en junio de 2008. Los aspectos de esta renovación incluyeron la limpieza del lote de tres acres de especies de plantas invasoras, el reemplazo de los cimientos y el techo, y la restauración de la parte interior (incluyendo los frescos pintados a mano en el pasillo principal). Esta restauración fue defendida por el difunto Bill Russell quien, como miembro de la Fundación del Patrimonio del Condado de Oxford-Lafayette, defendió y supervisó gran parte del proceso de restauración.